# 領家村 (岐阜県安八郡)
領家村（りょうけむら）は、かつて岐阜県安八郡に存在した村である。
現在の大垣市領家町、三津屋町、西之川町に該当する。

## 歴史
- 1889年（明治22年）7月1日 - 町村制により領家村が発足。
- 1897年（明治30年）4月1日 - 中川村、林東村、林中村、曽根村、貝曽根村、北方村、楽田村、中野村と合併し、改めて中川村が発足。同日領家村は廃止。